# Винт (рэпер)
Ви́ктор Миха́йлович Ки́сткин (21 марта 1978, Москва, СССР — 15 мая 2021, Москва, Россия), более известный как Винт — российский рэп-исполнитель, бывший участник группы «Ю.Г.»
За время своего существования группа «Ю.Г.» выпустила два альбома, «Дёшево и сердито» (2000) и «Пока никто не умер» (2004), которые были признаны одними из лучших рэп-альбомов, а также были названы порталом Rap.ru одними из главных альбомов русского рэпа, превратив группу в одного из лидеров московской андеграунд-сцены.
В конце 2007 года после распада группы Винт вместе с бывшим участником коллектива основал дуэт «Винт и МэФ». После того, как МэФ попал в тюрьму в апреле 2009 года, Винт начал заниматься сольным творчеством и выпустил три студийных альбома: «Вперёд шаг» (2010), «Не ценим время» (2011) и «Ожидая перемен» (2017); а также два совместных альбома: «Живи сердцем» (при участии Шарпа) (2010) и «Огонь в глазах» (при участии МэФа) (2013).
Песни Винта поднимают тему морали, человеческие принципы, а также содержат социальные темы, романтику и сатиру. Хип-хоп-журнал «Слово» охарактеризовал Винта как «МС с собственным узнаваемым и неповторимым стилем», который «читает рэп со смыслом, не пытаясь угнаться за пустой сиюминутной популярностью», чьи песни «можно подробно обсуждать, так как они ставят насущные вопросы».

## Карьера
Виктор Кисткин решил посвятить свою жизнь хип-хопу после того, как услышал альбом Straight Outta Compton группы N.W.A. в 1992 году. С тех пор начал коллекционировать рэп-записи. В 1995 году взял себе псевдоним «Винт» и вместе со своими друзьями, одним из которых был «Мандр» (из группы «Южный фронт»), создал коллектив Da Home Boys. В том же году группа выпустила дебютный альбом Homeboys Ain’t Shit. В 1996 году на баскетбольной площадке в Бирюлёво Винт познакомился с Вадимом Слеповым («Бэд») и Александром Тищенко («Мак»). Вместе они решили попробовать записать свой рэп с необычной тематикой для русского рэпа — ужасы, сатанизм, мистика. Таким образом была создана новая рэп-группа — «Стальная бритва». Однако после записи двух песен Бэда призвали в ряды Вооружённых сил РФ, и в группе остались только Винт и Мак. В 1997 году группа записала пять треков в студии Pavian Records в гостинице «Орехово». Песня «Самоубийство» вышла в сборнике «Рэпмания 1» на лейбле Pavian Records. За ней последовал трек «Стальная бритва», выпущенный в сборнике «Рэпмания 3». Музыку для трека «Самоубийство» сделал Андрей Кит.
В это же время была образована группа Ice Brain, в которой после распада остались двое участников, Кит и МэФ, и стали именовать себя T.N.A. Squad (позже «Взвод 32/4»). В 1997 году группы «Стальная бритва» и T.N.A. Squad стали записывать треки в одной студии, и в итоге решили объединить свои усилия, создав группу «Ю.Г.» («Южные головорезы»), названную в честь Южного административного округа Москвы, откуда участники групп были родом. Название группы придумал Винт. 12 июня 1998 года обе группы «Стальная бритва» и T.N.A. Squad приняли участие в фестивале молодых исполнителей «Микро ’98» с песней «Хип-хоператория», но не заняли там призового места. Осенью 1998 года группа «Ю.Г.» пришла в студию M.Y.M. Records (Make Your Music Records), где записала сразу три первых трека. Днём рождения группы считается 10 ноября 1998 года, именно в этот день участники группы сделали сведение первой песни — «Мы из Москвы». На следующий день Винт отправился на службу в армию и проходил воинскую службу в составе воинского контингента Миротворческих сил в республике Молдова в Приднестровье, и с партнёрами по группе связи практически не поддерживал. Весной 1999 года в армию ушёл ещё один участник группы, Макъ, но поскольку он служил в пределах Москвы, то имел возможность периодически посещать студию.
В апреле 2000 года Винт демобилизовался. За время его отсутствия группа «Ю.Г.» практически закончила свой дебютный альбом, оставив лишь паузы в песнях для его куплетов. Через пару месяцев альбом «Дёшево и сердито» был готов и в конце 2000 года был выпущен на лейбле RAP Recordz. Альбом был хорошо принят публикой, у группы начались гастроли, а также стали брать интервью. В мае 2001 года Мак вернулся из армии и группа приступила к записи второго альбома. В середине декабря 2002 года группа подписала контракт с компанией Respect Production. Альбом был полностью перезаписан в течение 2003 года, поскольку «рэперы решили, что качество альбома их не устраивает». Несмотря на то, что автором практически всех текстов группы «Ю.Г.» был Макъ, Винт написал куплеты для трёх песен с альбома «Пока никто не умер»: «Бьётся сердце», «Культуре посвящаю» и «Родителям». Новый альбом группа презентовала 5 февраля 2004 года, где со сцены объявила о том, что Мак покинул коллектив. Группа много гастролирует, но в студии наступил ступор, так как основным генератором идей был Мак. Группа начала экспериментировать, искать что-то новое. В результате в 2007 году группу покинул и Кит, основной битмейкер коллектива. Группа «Ю.Г.» распалась.
После распада группы «Ю.Г.» другие участники группы, Винт и Мэф, также продолжили творческую деятельность. В 2008 году они начали работу над совместным альбомом и выпустили 7 апреля первый трек «Про-За». 12 февраля 2009 года Винт и Мэф выпустили видеоклип на песню «Большой город». Выход релиза совместного проекта под названием «Огонь в глазах» был отложен на неопределённый срок, поскольку в апреле 2009 года Мэф попал в тюрьму, его причислили к виновникам печальной автокатастрофы, которая повлекла за собой несколько человеческих жертв. По заявлению родственников рэп-исполнителя, «коррумпированными представителями власти он был сделан виновником происшествия. Добиться справедливости в суде не удалось, оставалось только ждать освобождения». Винт решил заморозить проект до освобождения МэФа.
В 2009 году Винт приступил к записи своего первого сольного альбома. 17 мая 2010 года был выпущен сингл «Письмо МэФу», посвящённый его товарищу по проекту «Винт и МэФ». Музыку к песне сделал Лигалайз. 26 мая 2010 года Винт выпустил дебютный альбом под названием «Вперёд шаг» на лейбле RAP Recordz. Альбом был доступен для бесплатного скачивания на сайте Rap.ru. В записи альбома приняли участие рэперы Гарр, Минор, T-Bass, Ленин, Шарп, Макс (Da B.O.M.B.), Шотган, Злой, D.O.B. Community, МФ и Мут. Музыку для альбома создали Резак, Симпл, tonn_pavloff, АКМ, Мачет, Макс (Da B.O.M.B.) и Мут. Также были сняты два видеоклипа в поддержку альбома, «Отец» и «Вперёд шаг», что прибавило интерес к релизу и он оказался заметным.
Параллельно с записью сольного альбома Винт познакомился с ульяновской группой True Star и создал проект «Наше дело» с одним из участников группы по имени Шарп. Заглавный сингл с альбома, «Баллада женщинам», записанный совместно с Мэфом и Lenin’ым, вышел 9 мая 2009 года. Мини-альбом (EP) под названием Живи Сердцем вышел 10 ноября 2010 года. Релиз получил слабую рекламу и остался в тени релизов того года. 21 ноября 2011 года вышел в свет второй сольный альбом Винта под названием «Не ценим время» и опять же без всякой рекламы релиз остался незамеченным. В записи альбома приняли участие Маринесса, вАрчун, Найк (Carte Blanche), Сир Джей и Основа ПашаСсэ. Музыку для альбома создали tonn_pavloff, Резак, DJ SmokeMattik, Макс (Da B.O.M.B.), DJ Spot, Симпл и Сир Джей.
Мэф освободился от заключения в июле 2011 года. В 2013 году увидел свет их первый и единственный альбом «Огонь в глазах». В записи альбома приняли участие Jeeep, Sir-J, DJ Nik One, Шарп, Рива, Лигалайз, i1, НАГрани, Панама. Музыку для альбома создали Симпл, Смоки Мо, BMBeat, Сир Джей, Плутоний, Минор, Ян И. С., Арно, Резак и DJ Nik-One.
В 2017 году планировался к выходу совместный альбом с Эсхилом (одним из участников группы Lyrics Family) под названием «Санитарная зона», но так и не вышел. В мае 2017 года вышел трек «Поэзия» группы Lyrics Family, на котором поучаствовал Винт. Трек содержит куплет Ермака, который умер 21 декабря 2014 года. 1 декабря 2017 года Винт выпустил третий сольный альбом «Ожидая перемен», полностью спродюсированный битмейкером из Южно-Сахалинска по имени Резак. В записи альбома приняли участие близкие люди автора: Мани Майк, Sir-J, Lyrics Family и другие.
В 2018 году Винт поучаствовал на двух треках рэпера Sir Kung-Fu, «Года» и «Совесть». В том же году луганский дуэт Zenstu Fam, в состав которого входит Стафф и Земан, записал совместный трек с Винтом, «Хотят ли русские войны». В нём рэперы рассказывают о боевых действиях на Донбассе, своему отношению к ним и желании мирного неба над головой. В ноябре 2018 года вышел первый сингл «Хочу к тебе» с готовящегося альбома. В сентябре 2019 года в интервью для сайта UGW Винт анонсировал выход нового альбома в 2020 году. В основу альбома лёг материал, который готовился для совместного альбома с рэпером Эсхилом, бывшим участником группы Lyrics Family. 21 декабря 2019 года, в пятую годовщину смерти рэпера Сергея «Ермакъ» Ермакова из Lyrics Family, Винт выпустил сингл «Общага», в котором использовал неизданный куплет Ермакова.

## Личная жизнь
Виктор Кисткин родился в Москве. Родители развелись, когда Виктору было два года. Мать увезла его на Украину, где он жил до двенадцати лет. В 1990 году бабушка отправила его жить в Москву к отцу. В 2000-х у отца появилась сожительница, из-за которой отец был вынужден переселить сына из квартиры в комнату в коммунальной квартире, где он жил в период с 2014 года вплоть до своей смерти в 2021 году. Кисткин умер 15 мая 2021 года. Ему было 43 года. О смерти рэп-исполнителя сообщила его знакомая в сообществе ВКонтакте, посвящённом дуэту «Винт и МэФ». Позже информация об этом появилась в паблике группы «Ю.Г.». По предварительным данным, причиной его смерти стал сахарный диабет. Вскрытие показало, что причиной смерти стал оторвавшийся тромб. Официальная церемония прощания состоялась в Хованском похоронном доме 19 мая. Тело рэпера было кремировано через пять дней.

## Участие в боевых действиях
С января 2015 года в течение трёх месяцев Виктор Кисткин в качестве добровольца участвовал в вооружённом конфликте на востоке Украины, воевал на стороне непризнанных республик ДНР и ЛНР. 30 мая 2018 года он подробно рассказал об этом видеоблогу Inside Show. 14 декабря 2019 года межрегиональная общественная организация «Союз Добровольцев Донбасса» на пятом съезде в Москве вручила Виктору нагрудный знак — крест «Доброволец Донбасса».

## Дискография
Студийные альбомы
- 2010 — Вперёд шаг
- 2011 — Не ценим время
- 2017 — Ожидая перемен
- 2024 — Город на букву М

Совместные альбомы
- 2010 — Живи сердцем (при участии Шарпа из True Star, в рамках проекта «Наше Дело»)
- 2013 — Огонь в глазах (при участии МэФа, в рамках проекта «Винт и МэФ»)

Альбомы в составе группы Ю.Г.
- 2000 — Дёшево и сердито
- 2001 — Ещё дешевле, ещё сердитее (переиздание)
- 2004 — Пока никто не умер
- 2005 — Дёшево и сердито 2005 (переиздание)

Сборники в составе группы Ю.Г.
- 1999 — Альбом
- 2005 — MP3
- 2016 — Послесловие (альбом ремиксов)

Концертные альбомы
- 2002 — Это только начало (совместный концерт Ю.Г., Nonamerz и Da B.O.M.B.)

## Фильмография
- 2016 — Документальный фильм ЮГ [Последнее Слово][48]

Видеоклипы
- 2000 — «Ещё один день, часть 2» (в составе группы «Ю.Г.»)[49]
- 2000 — «Ещё один день, часть 2 (версия Nonamerz)» (в составе группы «Ю.Г.»)[50]
- 2003 — «Остаюсь таким же» (в составе группы «Ю.Г.»)[51]
- 2009 — «Большой город» (в составе дуэта «Винт и МэФ»)[52]
- 2010 — «Отец»[53]
- 2011 — «Вперёд шаг»[54]
- 2012 — «Сладкая свобода» (feat. Серджи)[55]
- 2012 — «Ветер» (MUS.Co feat. Винт)[56]